# تاكينوي
تاكينوي هي بلدية في اليابان، وبلدة في اليابان، تقع في Okhotsk Subprefecture ‏، بلغ عدد سكانها 2,638 نسمة وذلك حسب إحصائيات سنة 2018.

## المناخ
يظهر الجدول التالي التغييرات المناخية على مدار السنة لتاكينوي:
| البيانات المناخية لـتاكينوي       | البيانات المناخية لـتاكينوي | البيانات المناخية لـتاكينوي | البيانات المناخية لـتاكينوي | البيانات المناخية لـتاكينوي | البيانات المناخية لـتاكينوي | البيانات المناخية لـتاكينوي | البيانات المناخية لـتاكينوي | البيانات المناخية لـتاكينوي | البيانات المناخية لـتاكينوي | البيانات المناخية لـتاكينوي | البيانات المناخية لـتاكينوي | البيانات المناخية لـتاكينوي | البيانات المناخية لـتاكينوي |
| الشهر                             | يناير                       | فبراير                      | مارس                        | أبريل                       | مايو                        | يونيو                       | يوليو                       | أغسطس                       | سبتمبر                      | أكتوبر                      | نوفمبر                      | ديسمبر                      | المعدل السنوي               |
| --------------------------------- | --------------------------- | --------------------------- | --------------------------- | --------------------------- | --------------------------- | --------------------------- | --------------------------- | --------------------------- | --------------------------- | --------------------------- | --------------------------- | --------------------------- | --------------------------- |
| متوسط درجة الحرارة الكبرى °م (°ف) | −2 (28)                     | −1 (30)                     | 3 (37)                      | 11 (52)                     | 17 (63)                     | 22 (72)                     | 25 (77)                     | 26 (79)                     | 22 (72)                     | 16 (61)                     | 8 (46)                      | 1 (34)                      | 12 (54)                     |
| متوسط درجة الحرارة الصغرى °م (°ف) | −10 (14)                    | −10 (14)                    | −5 (23)                     | 1 (34)                      | 6 (43)                      | 11 (52)                     | 16 (61)                     | 17 (63)                     | 12 (54)                     | 6 (43)                      | 0 (32)                      | −7 (19)                     | 3 (38)                      |
| الهطول مم (إنش)                   | 128 (5.0)                   | 93 (3.7)                    | 64 (2.5)                    | 57 (2.2)                    | 96 (3.8)                    | 61 (2.4)                    | 113 (4.4)                   | 146 (5.7)                   | 136 (5.4)                   | 115 (4.5)                   | 118 (4.6)                   | 140 (5.5)                   | 1٬267 (49.7)                |
| متوسط أيام هطول الأمطار           | 25                          | 21                          | 21                          | 19                          | 16                          | 13                          | 15                          | 14                          | 15                          | 19                          | 24                          | 26                          | 228                         |
| المصدر: World Weather Online      |                             |                             |                             |                             |                             |                             |                             |                             |                             |                             |                             |                             |                             |